# NK Ankerkader 45/2 Ereklasse 1917-1918
Het 6e Nederlands kampioenschap biljarten in de spelsoort Ankerkader 45/2 Ereklasse seizoen 1917-1918 werd gespeeld van 7 tot en met 10 februari 1918. Acht deelnemers speelden een halve competitie over partijlengten van 300 caramboles zonder gelijkmakende beurt. Het toernooi werd gespeeld te Amsterdam.

## Eindstand
| NK ANKERKADER 45/2 Ereklasse 1917-1918 - EINDSTAND | NK ANKERKADER 45/2 Ereklasse 1917-1918 - EINDSTAND | NK ANKERKADER 45/2 Ereklasse 1917-1918 - EINDSTAND | NK ANKERKADER 45/2 Ereklasse 1917-1918 - EINDSTAND | NK ANKERKADER 45/2 Ereklasse 1917-1918 - EINDSTAND | NK ANKERKADER 45/2 Ereklasse 1917-1918 - EINDSTAND | NK ANKERKADER 45/2 Ereklasse 1917-1918 - EINDSTAND | NK ANKERKADER 45/2 Ereklasse 1917-1918 - EINDSTAND | NK ANKERKADER 45/2 Ereklasse 1917-1918 - EINDSTAND |
| RANG                                               | SPELER                                             | GESP                                               | PP                                                 | CAR                                                | BRT                                                | MOY                                                | PMOY                                               | HS                                                 |
| -------------------------------------------------- | -------------------------------------------------- | -------------------------------------------------- | -------------------------------------------------- | -------------------------------------------------- | -------------------------------------------------- | -------------------------------------------------- | -------------------------------------------------- | -------------------------------------------------- |
|                                                    | Jan Wiemers                                        | 7                                                  | 12                                                 | -                                                  | -                                                  | 13,07                                              | 21,42                                              | 112                                                |
|                                                    | Arie Bos                                           | 7                                                  | 10                                                 | -                                                  | -                                                  | 11,36                                              | 15,78                                              | 127                                                |
|                                                    | Hendrik Robijns                                    | 7                                                  | 8                                                  | -                                                  | -                                                  | 12,47                                              | 23,07                                              | 91                                                 |
| 4                                                  | Frits Thiele                                       | 7                                                  | 8                                                  | -                                                  | -                                                  | 7,47                                               | 9,09                                               | 53                                                 |
| 5                                                  | Johannes Boelstra                                  | 7                                                  | 6                                                  | -                                                  | -                                                  | 8,39                                               | 14,28                                              | 60                                                 |
| 6                                                  | Marcus Cohen                                       | 7                                                  | 6                                                  | -                                                  | -                                                  | 7,52                                               | 10,34                                              | 53                                                 |
| 7                                                  | Pieter Landweer                                    | 7                                                  | 4                                                  | -                                                  | -                                                  | 7,84                                               | 11,53                                              | 51                                                 |
| 8                                                  | Derk van der Woude                                 | 7                                                  | 2                                                  | -                                                  | -                                                  | 6,79                                               | 9,37                                               | 73                                                 |
| TOTAAL                                             | TOTAAL                                             | TOTAAL                                             | TOTAAL                                             | -                                                  | -                                                  | 8,99                                               | 23,07                                              | 127                                                |
|                                                    |                                                    |                                                    |                                                    |                                                    |                                                    |                                                    |                                                    |                                                    |

Arnhem 1912-1913 · 
Leeuwarden 1913-1914 ·
Amsterdam 1914-1915 ·
Den Haag 1915-1916 ·
Groningen 1916-1917 ·
Amsterdam 1917-1918 ·
Arnhem 1918-1919 ·
Leeuwarden 1919-1920 ·
Den Haag 1920-1921 ·
Groningen 1921-1922 ·
Amsterdam 1922-1923 · 
Amsterdam 1923-1924 ·
Rotterdam 1924-1925 ·
Amsterdam 1925-1926 ·
Haarlem 1926-1927 ·
Utrecht 1927-1928 ·
Rotterdam 1928-1929 ·
Den Haag 1929-1930 ·
Leeuwarden 1930-1931 ·
Utrecht 1931-1932 ·
Amsterdam 1932-1933 ·
Amsterdam 1933-1934 ·
Amsterdam 1934-1935 · 
Utrecht 1935-1936 ·
Arnhem 1936-1937 ·
Den Haag 1937-1938 ·
Amsterdam 1938-1939 ·
Rotterdam 1939-1940 ·
Amsterdam 1940-1941 ·
Amsterdam 1941-1942 ·
Amsterdam 1942-1943 ·
Amsterdam 1944-1945 ·
Den Haag 1945-1946 ·
Apeldoorn 1946-1947 ·
Groningen 1947-1948